# Liste von Militärs/M

## Ma

### Mac
- Mac-Mahon, Patrice de, duc de Magenta, (1808–1893), französischer General; Marschall von Frankreich; Staatspräsident
- MacArthur, Douglas (1880–1964), amerikanischer Armee-General; Oberbefehlshaber im Pazifik- und im Koreakrieg
- MacDonald, Jacques, duc de Tarente, (1765–1840), Napoleons schottischer Marschall
- MacDonald, Sir Hector K.C.B., D.S.O., A.D.C., L.L.D. (1853–1903), gen. Fighting Mac, britischer Generalmajor; rettete die britische Armee in der Schlacht von Omdurman; Selbstmord
- Machiavelli, Niccolò (1469–1527), Militärreformer in Florenz; Militärtheoretiker
- Maceo Grajales, Antonio (1845–1896), kubanischer General des Unabhängigkeitskrieges von 1868 bis 1898
- Mack, Hans-Joachim (1928–2008), deutscher Bundeswehrgeneral; 1984–1987 Stellvertretender NATO-Oberbefehlshaber Europa
- Mack, Karl, Freiherr von Leiberich, (1752–1828), österreichischer General; kapitulierte bei Ulm gegen die Franzosen
- Mackensen, August von (1849–1945), Husarengeneral im Ersten Weltkrieg; Generalfeldmarschall
- Mackensen, Eberhard von (1889–1969), Generaloberst; Kavalleriegeneral im Zweiten Weltkrieg; Armeeoberbefehlshaber; Sohn des vorigen
- Macquarie, Lachlan (1762–1824), britischer General und Kolonialverwalter; Gouverneur der Kolonie New South Wales; Begründer Australiens

### Mad
- Madschid, Ali Hassan al- (1941–2010), irakischer Politiker und General; Innen- und Verteidigungsminister; Feldmarschall

### Mae
- Maercker, Georg Ludwig Rudolf (1865–1924), deutscher Kolonialoffizier und General im Ersten Weltkrieg

### Mag
- Magerstädt, Johannes (1921–1996), deutscher Brigadegeneral des Heeres und Unterabteilungsleiter im Bundesnachrichtendienst
- Magnan, Bernard-Pierre (1791–1865), französischer General; Marschall von Frankreich

### Mah
- Mahan, Alfred Thayer (1840–1914), US-amerikanischer Admiral; Marinestratege und Schriftsteller

### Mai
- Mai-Majewski, Wladimir (1867–1920), russischer Armeegeneral im Ersten Weltkrieg; Kommandeur in der Weißen Armee im Russischen Bürgerkrieg
- Desmarets, Jean-Baptiste (1682–1762), französischer General; Marschall von Frankreich
- Maillinger, Joseph Maximilian Ritter von (1820–1901), bayrischer General und Kriegsminister
- Mailly, Augustin-Joseph de, marquis d’Haucourt, (1708–1794), französischer General; Marschall von Frankreich; guillotiniert
- Maison, Nicolas-Joseph, marquis (1771–1840), französischer General und Staatsmann; Marschall von Frankreich
- Maizière, Ulrich de (1912–2006), Generalinspekteur der Bundeswehr

### Mak
- Makarow, Stepan Ossipowitsch (1849–1904), russischer Seeoffizier und Polarforscher; gefallen

### Mal
- Malenínský, František (* 1959), tschechischer General
- Malet, Claude François de (1754–1812), französischer General; Gegner Napoleons; erschossen
- Malinowski, Rodion Jakowlewitsch (1898–1967), sowjetischer General und Staatsmann; Marschall der Sowjetunion; Oberbefehlshaber der Landstreitkräfte; Verteidigungsminister

### Man
- Maniakes, Georg (11. Jahrhundert), byzantinischer General
- Mann, Hans-Joachim (* 1935), deutscher Vizeadmiral und Inspekteur der Marine
- Mannerheim, Carl Gustaf (1867–1951), finnischer Marschall und Staatspräsident
- Mansfeld, Peter Ernst II. von (1580–1626), Heerführer im Dreißigjährigen Krieg
- Manstein, Gustav von (1805–1877), preußischer General der Infanterie
- Manstein, Christoph Hermann von (1711–1757), preußischer General
- Manstein, Erich von (1887–1973), Generalfeldmarschall; Heeresgruppenkommandeur im Zweiten Weltkrieg
- Manteuffel, Edwin von (1809–1885), preußischer Generalfeldmarschall
- Manteuffel, Hasso von (1897–1978), Panzergeneral im Zweiten Weltkrieg
- Manz, Wilhelm von (1804–1867), bayerischer Generalleutnant und Kriegsminister

### Mar
- Marbot, Antoine Adolphe Marcelin (1781–1844), französischer General
- Marbot, Jean-Antoine (1754–1800), französischer General
- Marbot, Jean-Baptiste Antoine Marcellin de (1782–1854), französischer General
- Marceau-Desgraviers, François Séverin (1769–1796), französischer General
- Marchand, Jean-Baptiste (1863–1934), französischer Offizier und Afrikaforscher
- Marchand, Jean-Gabriel (1765–1851), französischer General; Gouverneur von Grenoble; übergab 1815 die Stadt an Napoleon
- Maresjew, Alexei Petrowitsch (1916–2001), sowjetischer Jagdpilot im Zweiten Weltkrieg
- Marck, Robert II. de La, († 1535), Marschall von Bouillon
- Marck, Robert III. de La, seigneur de Fleuranges, (um 1490–1537), Marschall von Frankreich
- Marck, Robert IV. de La (1512–1556), Marschall von Frankreich; vergiftet
- Marcks, Erich (1891–1944), deutscher General der Artillerie
- Mardefelt, Arvid Axel (um 1655–1708), schwedischer General des 18. Jahrhunderts
- Marius (156–86 v. Chr.), römischer Feldherr und Staatsmann
- Marialva, António Luís de Meneses, 1. Marquês de (1603–1675), einer der bedeutendsten Feldherrn der portugiesischen Restauraçao
- Marillac, Louis de (1572/1573–1632), französischer Heerführer und Staatsmann; Marschall von Frankreich; enthauptet
- Marinesko, Alexander Iwanowitsch (1913–1963), sowjetischer U-Boot-Kommandant im Zweiten Weltkrieg; verantwortlich für die Versenkung der „Wilhelm Gustloff“ und der „Steuben“
- Mariño, Santiago (1788–1854), venezolanischer General und Freiheitskämpfer
- Marin La Meslée, Edmond (1912–1945), französischer Pilot im Zweiten Weltkrieg
- Mark, Heinrich von der (1784–1865), bayerischer Generalleutnant und Kriegsminister
- Marlborough, 1. Duke of (John Churchill) (1650–1722), bedeutendster britischer Feldherr des 18. Jahrhunderts; Sieger der (Zweiten) Schlacht von Höchstädt
- Marmont, Auguste-Frédéric-Louis Viesse de, duc de Raguse, (1774–1852), französischer General; Marschall von Frankreich
- Marnix, Philips van, Heer van St. Aldegonde, (1540–1598), niederländischer Staatsmann und Dichter
- Marogna-Redwitz, Rudolf Graf von (1886–1944), Oberst und Widerstandskämpfer; hingerichtet
- Marradas, Baltasar von (um 1560–1638), Malteserritter; Hofkriegsrat; General; kaiserlicher Feldmarschall; Statthalter in Böhmen
- Marseille, Hans-Joachim (1919–1942), deutscher Jagdflieger im Zweiten Weltkrieg
- Marshall, George C. (1880–1959), amerikanischer General und Staatsmann; bekannt durch den Marshallplan
- Martínez-Campos, Arsenio (1831–1900), spanischer Militär und Politiker; Generalkapitän von Kuba
- Marwitz, Friedrich August von der (1777–1837), preußischer General und Politiker
- Marwitz, Georg von der (1856–1929), preußischer Kavalleriegeneral; Generalinspekteur der Kavallerie; Armeekommandeur im Ersten Weltkrieg
- Marwitz, Gustav Ludwig von der (1730–1797), preußischer Generalleutnant der friderizianischen Epoche
- Marwitz, Johann Friedrich Adolf von der (1723–1781), friderizianischer General, der in Ungnade fiel, weil er die Plünderung von Schloss Hubertusburg verweigerte
- Marzin, Rudolf von, 1638 sächsischer Generalfeldmarschall

### Mas
- Masepa, Iwan Stepanowitsch (1639–1709), Hetman der ukrainischen Kosaken seit 1687
- Masséna, André (1758–1817), napoleonischer General, Marschall von Frankreich
- Massenbach, Christian von (1758–1827), preußischer Oberst und historischer Schriftsteller
- Massie, Sir Edward (um 1619–1674/5), englischer General des Bürgerkriegs
- Massu, Jacques (1908–2002), französischer General

### Mat
- Matrossow, Alexander Matwejewitsch (1924–1943), sowjetischer Soldat
- Matsui Iwane (1878–1948), japanische General; verantwortlich für das Massaker von Nanjing 1937; als Kriegsverbrecher hingerichtet
- Mattis, James (* 1950), US Marine Corps General

### Mau
- Maury, Matthew Fontaine (1806–1873), US-amerikanischer Marineoffizier und Hydrograf
- Mauser, Paul (1838–1914), deutscher Waffenkonstrukteur
- Mauvillon, Jakob (1743–1794), herzoglich-braunschweigischer Offizier und Militärwissenschaftler; Freund und Mitarbeiter Mirabeaus

### Max
- Maxim, Hiram (1840–1916), US-amerikanischer Waffenkonstrukteur

### May
- Mayenne, Henri de (1578–1621), französischer Militärbefehlshaber

## Mc
- McArthur, William Pope (1814–1850), amerikanischer Marineoffizier und Hydrograph
- McAuliffe, Anthony (1898–1975), US-amerikanischer General im Zweiten Weltkrieg
- McChrystal, Stanley A. (* 1954), US-amerikanischer Lieutenant General
- McClellan, George B. (1826–1885), General im Amerikanischen Bürgerkrieg
- McClintock, Francis Leopold (1819–1907), britischer Marineoffizier und Arktis-Forscher
- McDowell, Irvin (1818–1885), US-amerikanischer General im Bürgerkrieg
- McKiernan, David D. (* 1950), US-amerikanischer General, Kommandeur der Bodentruppen im Irakkrieg 2003
- McNair, Lesley (1883–1944), US-amerikanischer General im Zweiten Weltkrieg; gefallen
- McNeill, Dan K. (* 1946), US-amerikanischer General; Kommandeur der ISAF in Afghanistan

## Me
- Meade, George Gordon (1815–1872), General der Unionsarmee im Amerikanischen Bürgerkrieg
- Mecenseffy, Artur Edler von (1865–1917), k.u.k. Feldmarschalleutnant; der höchstrangige österreich-ungarische Offizier, der im Ersten Weltkrieg gefallen ist
- Meckel, Jacob (1842–1906), deutscher Militärberater in Japan; Generalmajor
- Meentzen, Wilhelm (1915–2001), deutscher Vizeadmiral
- Mecklenburg-Schwerin, Johann Albrecht Herzog zu (1857–1920), General der Kavallerie a la suite, Kolonialpolitiker, Regent des Herzogtums Braunschweig
- de’ Medici, Giovanni (1498–1526), besser bekannt als Giovanni dalle Bande Nere (1498–1526), italienischer Condottiere
- Mehmet Ali Pascha (1769–1849), Vizekönig von Ägypten
- Mehmed Ali Pascha (1827–1878), eigentlich Karl Detroit, deutsch-türkischer Feldherr
- Mehner, Jochen (1934–2024), deutscher Flottillenadmiral und Unterabteilungsleiter im Bundesnachrichtendienst
- Mejer, Friedrich von (1843–1932), zuletzt Generalleutnant
- Mélac, Ezéchiel, comte de (1630–1704), französischer General Ludwigs XIV., bekannt für seine Verwüstungen und Brandschatzungen im Pfälzischen Erbfolgekrieg
- Melas, Michael Freiherr von (1729–1806), österreichischer General, bei Marengo unterlegen
- Melior, Theodor (1853–1940), deutscher General der Infanterie
- Mellenthin, Horst von (1898–1977), deutscher General der Artillerie
- Melnick, Bruce E. (* 1949), US-amerikanischer Astronaut der NASA und ehemaliger Angehöriger der United States Coast Guard
- Mendoza, Francisco de (1545–1623), spanischer Feldherr im Achtzigjährigen Krieg; Admiral von Aragón
- Menschikow, Alexander Danilowitsch Fürst (1673–1729), russischer General und Staatsmann, Freund und Berater Peters des Großen
- Menschikow, Alexander Sergejewitsch (1787–1869), russischer Admiral, Sonderbeauftragter Zar Nikolaus I. in Konstantinopel
- Mensdorff-Pouilly, Alexander Graf (1813–1871), k. u. k. General und Minister
- Mensing, Adolf (1845–1929), preußischer Marineoffizier
- Mercy, Claudius Florimund Graf (1666–1734), Feldmarschall im Spanischen Erbfolgekrieg
- Mercy, Franz von (1597–1645), Feldherr im Dreißigjährigen Krieg
- Mercy, Heinrich von (1596–1659), lothringischer Gouverneur von Longwy und kaiserlicher Feldmarschallleutnant
- Mercy, Kaspar von (1599–1644), kurbayrischer Generalwachtmeister
- Merglen, Albert (1915–2012), französischer General im Zweiten Weltkrieg, Gouverneur in der französischen Besatzungszone und Wehrexperte
- Meribel, Marie-François de
- Merode, Jean Reichsgraf de (auch: Johann von Merode), (um 1589–1633), kaiserlicher General während des Dreißigjährigen Krieges
- Merode-Westerloo, Jean-Philippe-Eugène, comte de (1674–1732), kaiserlicher Feldmarschall
- Mertens, Winfried (* 1948), deutscher Brigadegeneral des Heeres der Bundeswehr
- Mertz von Quirnheim, Albrecht Ritter (1905–1944), deutscher Offizier und Widerstandskämpfer, Verschwörer des 20. Juli
- Messe, Giovanni (1883–1968), italienischer Marschall und Politiker
- Metaxas, Ioannis (1871–1941), griechischer General und Politiker
- Metz, Ernst (1916–1980), deutscher Generalmajor des Heeres der Bundeswehr
- Metz, Lothar (1908–1975), deutscher Brigadegeneral der Bundeswehr und Unterabteilungsleiter im Bundesnachrichtendienst
- Meusnier de la Place, Jean-Baptiste (1754–1793), französischer Mathematiker und General
- Meyer, Gerd (* 1937), deutscher Brigadegeneral
- Meyer, Kurt, gen. Panzermeyer, (1910–1961), General der Waffen-SS
- Meyer-Waldeck, Alfred (1864–1928), deutscher Marine- und Kolonialoffizier
- Mezanelli, Paul von (1757–1822), königlich bayerischer Generalmajor

## Mi
- Miaulis, Andreas (um 1768–1835), griechischer Admiral und Nationalheld, Abgeordneter zur Überreichung der Krone Griechenlands an Otto I. von Bayern.
- Michaud, Alexandre, Graf von Beau-Retour, (1772–1841), sardischer General in russischen Diensten.
- Michel, Claude-Étienne (1772–1815), französischer Divisionsgeneral; gefallen bei Waterloo.
- Michell, Sir Frederick Thomas KCB (1788–1873), Admiral der britischen Royal Navy.
- Mieg, Armand (1834–1917), deutscher Ballistiker.
- Mifflin, Thomas (1744–1800), US-amerikanischer Politiker: Generalmajor im Unabhängigkeitskrieg; erster Gouverneur von Pennsylvania.
- Mikawa Gun-ichi (1888–1981), japanischer Vizeadmiral; Flottenchef im Zweiten Weltkrieg.
- Milch, Erhard (1892–1972), Generalfeldmarschall, Staatssekretär im Reichsluftfahrtministerium, Generalinspekteur der Luftwaffe, Generalluftzeugmeister.
- Milhaud, Édouard Jean-Baptiste (1766–1833), französischer General.
- Miljutin, Dmitri Alexejewitsch (1816–1912), russischer General und Kriegsminister.
- Miller, Geoffrey D. (* 1949), US-amerikanischer Major General; Verantwortlich Kommandeur des Internierungslagers Guantanamo-Bucht auf Kuba und des Abu-Ghuraib-Gefängnisses im Irak.
- Miller, Jewgeni Karlowitsch (1867–1939), russischer General; einer der Führer der Weißen im Russischen Bürgerkrieg.
- Miller, Robert James (1983–2008), Träger der Medal of Honor
- Milne, George Francis (1866–1948), britischer Feldmarschall und von 1926 bis 1933 Chef des Imperialen Generalstabes.
- Miloradowitsch, Michail Andrejewitsch (1771–1825), russischer General der Koalitionskriege; Militärgouverneur von Petersburg; gefallen.
- Mikawa, Gun-ichi (1888–1981), Vizeadmiral der japanischen Flotte im Zweiten Weltkrieg.
- Miltiades (um 550–489 v. Chr.), athenischer Feldherr und Politiker.
- Minamoto no Yoshitsune (1159–1189), japanischer Feldherr.
- Minoru, Genda (1904–1989), japanischer Luftwaffengeneral und Politiker.
- Minutoli, Johann Heinrich Freiherr Menu von (1772–1846), kgl. preußischer Generalleutnant und Ägyptologe.
- Miramón, Miguel (1832–1867), mexikanischer General; Präsident der mexikanischen Republik; erschossen.
- Mirbach, Andreas von (1931–1975), deutscher Offizier; ermordet.
- Mirbach, Christian Freiherr von (* 1944), deutscher Brigadegeneral
- Miribel, Marie François (1831–1893), französischer General des Krimkriegs und in Mexiko.
- Miyamoto, Musashi (1584–1645), japanischer Samurai.
- Mitscher, Marc Andrew „Pete“ (1887–1947), US-amerikanischer Admiral im Pazifikkrieg.

## Mo

### Moe
- Moeller, Robert T., Rear Admiral der US Navy, Kommandeur der Übergangskommandogruppe für die Aufstellung des US Africa Command

### Mod
- Model, Hansgeorg (1927–2016), Brigadegeneral a. D.
- Model, Walter (1891–1945), Generalfeldmarschall im Zweiten Weltkrieg, Suizid

### Mof
- Mofaz, Schaul (* 1948), Generalstabschef der israelischen Armee, Verteidigungsminister

### Moh
- Mohnke, Wilhelm (1911–2001), SS-Brigadeführer und General der Waffen-SS
- Möhring, Hans-Dieter (* 1943), Brigadegeneral a. D., 1996–2001 Stv. Befehlshaber im Wehrbereich V

### Mol
- Mölders, Werner (1913–1941), deutscher Luftwaffenoffizier; getötet bei einem Flugzeugabsturz
- Molitor, Gabriel-Jean-Joseph (1770–1849), französischer General; Marschall von Frankreich
- Moll, Josef (1908–1989), Generalleutnant der Bundeswehr und Inspekteur des Heeres
- Möllendorf, Karl von (1791–1860), preußischer General; 1849–1857 Kommandeur der Gardeinfanterie
- Möllendorff, Wichard von (1724–1816), Oberbefehlshaber über die preußischen Truppen im Krieg gegen das revolutionäre Frankreich; Generalfeldmarschall
- Molsen, Jürgen (1936–2025), deutscher Brigadegeneral des Heeres der Bundeswehr
- Moltke, Heinrich von (1854–1922), Admiral
- Moltke, Helmuth Karl Bernhard Graf von (1800–1891), preußischer Generalfeldmarschall; Chef des preußischen Militärkabinetts; Generalstabschef der Armee
- Moltke, Helmuth Johannes Ludwig von (1848–1916), preußischer Generaloberst; 1906–1914 Chef des Großen Generalstabes
- Moltke, Kuno Graf von (1847–1923), Generalleutnant; Flügeladjutant Kaiser Wilhelms II.; Stadtkommandant von Berlin; Eulenburg-Affäre

### Mom
- Momm, Harald (1899–1979), deutscher Springreiter und Offizier der Wehrmacht

### Mon
- Monash, Sir John (1865–1931), australischer General deutsch-jüdischer Abstammung; Divisionskommandeur im Ersten Weltkrieg; Kommandeur des australischen Korps.
- Moncey, Bon-Adrien-Jeannot de, duc de Conegliano, (1754–1842), französischer General; Marschall von Frankreich.
- Monck, George, 1. Herzog von Albemarle, (1608–1670), General im Englischen Bürgerkrieg und später Admiral
- Montluc, Blaise de (1502–1577), französischer Historiker, Armeekommandant und Marschall von Frankreich.
- Montalembert, Marc-René Marquis de (1714–1800), französischer General und Festungsbauingenieur.
- Montbrun, Louis-Pierre (1770–1812), bedeutender französischer Kavalleriegeneral; gefallen bei Borodino.
- Montcalm, Louis-Joseph de, marquis de Saint-Véran, (1712–1759), Kommandeur der französischen Armee in Kanada im Siebenjährigen Krieg.
- Montt Álvarez, Jorge (1845–1922), chilenischer Admiral und Politiker; Flottenkommandant; Marine-Gouverneur von Valparaíso; Staatspräsident von 1891 bis 1896.
- Montecuccoli, Ernesto (1582–1633), kaiserlicher General im Dreißigjährigen Krieg.
- Montecuccoli, Leopold Philipp (1663–1698), kaiserlich-habsburgischer Feldmarschallleutnant; Sohn von Raimondo Montecuccoli.
- Montecuccoli, Raimundo (1609–1680), kaiserlich-österreichischer Feldherr, Diplomat und Staatsmann; Militärtheoretiker und -schriftsteller; Schöpfer des ersten stehenden Heeres in Österreich.
- Montenuovo, Wilhelm Albrecht Fürst von (1821–1895), österreichischer General; Sohn der Marie-Louise von Österreich und des Grafen Neipperg.
- Montezemolo, Giuseppe Cordero Lanza di (1901–1944), italienischer Pionieroffizier und Widerstandskämpfer; ermordet.
- Monteynard, Louis François de (1713–1791), Begründer der französischen Kavallerieschule in Saumur
- Montgomery-Massingberd, Archibald Armar (1871–1947), Feldmarschall und Chef des Imperialen Generalstabs.
- Montgomery, Bernard, 1. Viscount Montgomery of Alamein (1887–1976), britischer Feldmarschall des Zweiten Weltkrieges.
- Montgomery, Richard (1738–1775), amerikanischer Revolutionsgeneral; gefallen vor Quebec.
- Montholon, Charles-Tristan, marquis de (1783–1853), französischer General; begleitete Napoleon nach St. Helena.
- Montmorency, Anne de, 1. Herzog von Montmorency (1493–1567), französischer Heerführer; Pair, Marschall und Connétable von Frankreich.
- Montmorency-Luxembourg, François Henri de, Herzog von Luxemburg-Piney (1628–1695), französischer Heerführer; der „Marschall von Luxemburg“.
- Montmorency, François de, 2. Herzog von Montmorency, (1530–1579), Gouverneur von Paris; Marschall von Frankreich.
- Montmorency-Damville, Henri de, Herzog von Montmorency, (1534–1614), Marschall und Connétable von Frankreich.
- Montmorency, Henri II. de, Herzog von Montmorency, (1595–1632), französischer Heerführer; Großadmiral, Marschall, Vizekönig von Neu-Frankreich; Gouverneur des Languedoc; hingerichtet.
- Monmouth, James Scott, 1. Herzog von (1649–1685), unehelicher Sohn Karls II. von England; Thronprätendent; Oberbefehlshaber der Armee; hingerichtet.
- Monts, Alexander von (1832–1889), Admiral.
- Montt, Efraín Ríos (1926–2018), guatemaltekischer General und Staatspräsident.

### Moo
- Moor, George Raymond Dallas VC MC (1896–1918), britischer Offizier im Ersten Weltkrieg
- Moore, Sir John (1761–1809), britischer General in den Napoleonischen Kriegen; Oberbefehlshaber der britischen Truppen in Portugal; gefallen bei La Coruña
- Moorer, Thomas H. (1912–2004), US-amerikanischer Admiral, 18. Chief of Naval Operations und siebter Vorsitzender des Vereinigten Generalstabs (Joint Chiefs of Staff)

### Mor
- Moreau, Jean-Victor (1763–1813), französischer Revolutionsgeneral; Gegner und Rivale Napoleons; gefallen
- Moresby, Sir Fairfax GCB (1786–1877), britischer Admiral; 1850–53 Oberbefehlshaber im Pazifik; 1870 Flottenadmiral
- Moresby, John (1830–1922), britischer Marineoffizier und Entdecker
- Morgan, Daniel (1736–1802), US-amerikanischer Pionier, General und Kongressabgeordneter
- Morgen, Curt v. (1858–1928), deutscher General, Oberbefehlshaber in Rumänien
- Morillon, Philippe (* 1935), französischer Vier-Sterne-General und Mitglied des Europäischen Parlaments
- Morrison, Joseph Wanton (1783–1826), britischer Offizier im Krieg von 1812; Brigadegeneral

### Mos
- Mössinger, Wolfgang (* 1946), deutscher Brigadegeneral

### Mou
- Mountbatten of Burma, Louis Mountbatten, 1. Earl (1900–1979), britischer Admiral; letzter Vizekönig von Indien, ermordet
- Mouton, George, Graf von Lobau (1770–1838), französischer Marschall

## Mu
- Müffling, Karl Freiherr von, gen. Weiß, (1775–1851), preußischer Generalfeldmarschall, Militärschriftsteller und Geodät
- Muggensturm, Marcel (* 1945), Brigadier der Schweizer Armee
- Mühlbauer, Gustav von (1816–1889), bayerischer Generalmajor
- Mullen, Michael G. (* 1946), US-amerikanischer Admiral, 28. Chief of Naval Operations CNO
- Müller, Karl von (1873–1923), deutscher Marineoffizier; letzter Kommandant der Emden
- Müller-Hillebrand, Burkhart (1904–1987), deutscher Generalleutnant der Bundeswehr
- Münnich, Burkhard Christoph von (1683–1767), deutschstämmiger Generalfeldmarschall und Politiker in russischen Diensten
- Murat, Joachim (1767–1815), französischer Marschall; Herzog von Berg und Kleve; König von Neapel; standrechtlich erschossen
- Murawjow, Nikolai Nikolajewitsch (1794–1866), russischer General im Krimkrieg
- Murray, Lord George (1694–1760), schottischer Jakobitengeneral; bei Culloden unterlegen
- Murray, Sir George, G.C.B., G.C.H., (1772–1846), britischer General und Politiker; Generalquartiermeister; Kriegsminister
- Murray, George (1741–1797), britischer Vizeadmiral
- Murray, Sir George, K.C.B., (1759–1819), britischer Vizeadmiral
- Murray, James, (1853–1919), britischer General und Chef des Imperialen Generalstabes
- Mutius, Albert von (1862–1937), Generalleutnant
- Mutkurow, Sawa (1852–1891), bulgarischer General; 1887 Kriegsminister

## My
- Myers, Richard (* 1942), US-amerikanischer 4-Sterne-General; seit 2001 Generalstabschef der US-Streitkräfte